# Émeutes de 1962 à l'université du Mississippi
Les émeutes de 1962 à l'université du Mississippi (Ole Miss riot of 1962) ont débuté le 29 septembre 1962 à l'université du Mississippi, surnommée localement Ole Miss. Elles ont impliqué des civils ségrégationnistes, des forces de l'État du Mississippi ainsi que des forces fédérales américaines.
Les ségrégationnistes s'opposaient à l'inscription à cette université du militaire afro-américain James Meredith.
Lors de la première nuit, deux civils ont été tués, dont un journaliste français, et près de 70 personnes ont été blessées. Jusqu'à la fin du conflit, environ 300 personnes seront blessées, dont près d'un tiers des marshal déployés sur le campus.
Des frictions ont perduré entre les forces étatiques et fédérales au cours des semaines suivant la fin des émeutes.

## Histoire

### Contexte
En 1954, la Cour suprême des États-Unis statue dans le jugement Brown v. Board of Education que la ségrégation dans les écoles publiques est inconstitutionnelle.
La déségrégation est intervenue à Ole Miss au début des années 1960 grâce à l'action du vétéran de l'United States Air Force James Meredith de Kosciusko (Mississippi). Ses efforts furent particulièrement courageux, dans la mesure où les réactions du Docteur William David McCain et d'autres responsables politiques du Mississippi avaient été particulièrement violentes lors des tentatives précédentes de Clyde Kennard, étudiant au Mississippi Southern College (appelée aujourd'hui l'université du Sud du Mississippi), pour intégrer Ole Miss,,,.

### Opposition
Diplômé de l'université d'État de Jackson et vétéran de l'United States Air Force, Meredith envoie sa candidature à l'université du Mississippi. Mise au courant de la situation, l'administration Kennedy a plusieurs discussions avec le gouverneur Ross Barnett et son équipe à propos de la protection de Meredith.
Cependant, Barnett affirme publiquement que la ségrégation se poursuivra à l'université : lors d'un discours à Ole Miss, il affirma aux étudiant qu'il "aime le Mississippi ! J'aime son peuple ! Nos coutumes. J'aime et je respecte nos traditions !".
Toute la classe politique de l'État, qui était alors entièrement favorable à la ségrégation, manifeste son opposition totale à toute intégration : la législature de l'État vota une résolution exprimant son "mépris complet, entier et total pour l'administration Kennedy et ses tribunaux fantoches" tandis qu'en novembre, le Sénat de l'État appela à l'impeachment du président sur quatre chefs d'accusation, entre autres d'incitation à l'émeute à Ole Miss,. Le 25 septembre 1962, le sénateur E. K. Collins fit même à la chambre haute un discours dans lequel il affirma que « nous devions gagner ce combat quel que soit le coût en temps, en efforts et en vies humaines ».
Le général Edwin Walker, qui avait dû démissionner pour violation du Hatch Act, en raison de la propagande politique qu'il menait parmi les soldats sous son commandement, incita activement au combat contre la "tyrannie fédérale" : le 26 septembre 1962, il appela les opposants à se regrouper dans un appel diffusé par plusieurs radios et, trois jours après, il réitéra ses appels dans une allocution télévisée,,.

### Procédures légales
Le 25 juin 1962, Meredith remporta un procès devant les tribunaux fédéraux en vue de son admission à l'Université du Mississippi ; à la suite de cela, l'État du Mississippi demanda plusieurs sursis, qui lui furent accordés par le juge Benjamin Franklin Cameron (en), ségrégationniste, jusqu'à ce que ces sursis soient définitivement rejetés en septembre 1962,,,.
Il tenta d'accéder au campus le 20 septembre, le 25 septembre et encore le 26 septembre, mais il fut repoussé à chaque fois par le gouverneur du Mississippi Ross Barnett qui avait pris personnellement en charge les inscriptions universitaires et déclara le 13 septembre 1962 "aucune école ne sera intégrée au Mississippi tant que je serai votre gouverneur", ajoutant, dans le même discours, que "il n'y a pas d'exemple dans l'histoire où la race blanche ait survécu à l'intégration sociale. Nous ne boirons pas à la coupe du génocide",

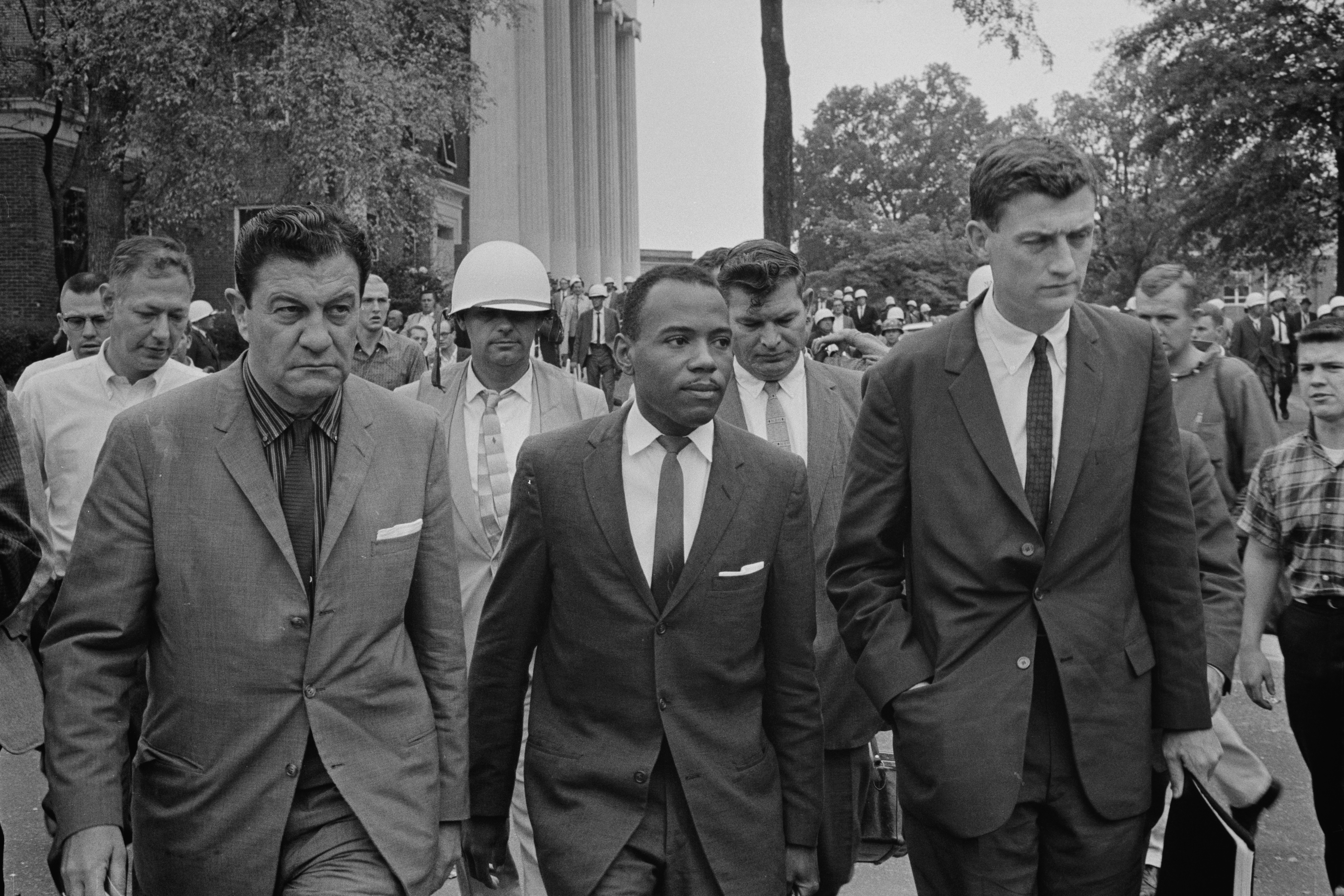
Le chef du United States Marshals Service (gauche) et l'assistant du procureur général aux droits civiques (droite) escortant James Meredith en classe à Ole Miss.

Après que la Cour d'appel des États-Unis pour le cinquième circuit a reconnu Barnett et le vice-gouverneur Paul B. Johnson, Jr. coupables d'outrage à la cour et les a condamnés à une astreinte quotidienne de plus de 10 000 dollars jusqu'à ce que Meredith soit admis à l'université, celui-ci, escorté par des marshalls fédéraux, put entrer sur le campus le 30 septembre 1962.

### Émeutes
Les frères Kennedy étaient réticents à utiliser les forces fédérales pour plusieurs raisons. Robert Kennedy espérait que les moyens légaux, conjugués à la présence des marshals, suffirait à forcer le gouverneur à se conformer aux ordres des tribunaux fédéraux. Il craignait également une « mini guerre civile » entre l'armée et les manifestants à l'image de ce qui était arrivé à Little Rock.
Il faisait enfin confiance à un accord secret et tacite avec Barnett intervenu le 27 septembre selon lequel Barnett déploierait des agents de la police d’État sur place pour maintenir l'ordre et ferait semblant d'avoir été surpris par Kennedy, afin d'éviter toute effusion de sang tout en permettant à Barnett de sauver la face,. Cependant, avec la montée de la violence (attaques par des snipers, cocktails Molotov), ils ont dû se résigner à faire intervenir les forces fédérales.
Des étudiants blancs ainsi que des manifestants venus des quatre coins de l'État voire des États voisins commencèrent une émeute sur le campus d'Oxford (Mississippi). La police d'État fut bientôt dépassée par les événements et le procureur général Robert Francis Kennedy ordonna à 500 marshals de se rendre sur les lieux. Il semblait régner parmi certains Blancs du Mississippi l'idée que c'était là leur bataille contre l'intervention du Nord dans les affaires du Sud.
Le président John Fitzgerald Kennedy ordonna à la police militaire de l'United States Army d'intervenir. Des milliers d'hommes, dont de  l'United States Border Patrol et de la garde nationale, ainsi que du personnel médical de l'U.S. Navy, sont alors envoyés sur les lieux.
Lors de la première nuit, deux personnes sont tuées : le journaliste français Paul Guihard,, envoyé par le journal londonien Daily Sketch et retrouvé derrière un édifice avec une blessure par balle derrière la tête, et Ray Gunter, un réparateur de juke-box de 23 ans qui visitait le campus. Les officiers de justice ont affirmé que les deux décès ressemblaient à une exécution sommaire. La plupart des médias de l'État affirmèrent que Guihard avait été abattu par les agents fédéraux pour que l'Europe ne sache pas ce qui était vraiment arrivé à Ole Miss.
Grâce à la protection des marshalls, Meredith put finalement être admis et assister à son premier cours le 2 octobre. Après l'émeute, des unités d'une division de terre de la Garde nationale furent postées dans Oxford pour empêcher toute forme de violence similaire. Pour se concilier les sensibilités locales, aucun soldat noir ne fut affecté à Ole Miss.
Alors que la plupart des étudiants d'Ole Miss ne participèrent pas aux émeutes avant son admission à l'université, beaucoup le harcelèrent pendant ses deux premiers semestres sur le campus. Le procureur général de l'état Joseph Turner Patterson (en) demanda aux étudiants d'éviter toute fraternisation avec l'indésirable,.
Selon des témoignages de première main mentionnés par Nadine Cohodas dans son livre The Band Played Dixie, des étudiants vivant dans le dortoir de Meredith faisaient rebondir des ballons de basket sur le sol au-dessus de sa chambre tout au long de la nuit. Quand Meredith pénétrait dans la cafétéria pour les repas, les étudiants déjà assis pour manger lui tournaient le dos. Lorsque Meredith s'asseyait à une table avec d'autres étudiants, tous blancs, ceux-ci se levaient immédiatement pour rejoindre une autre table.

### Conséquences et postérité

#### Politique
- James H. Meredith est le premier étudiant afro-américain à fréquenter l'université du Mississippi[30]. Il obtiendra son diplôme en science politique le 18 août 1963[31]. L'événement est considéré comme un pivot dans l'histoire du mouvement afro-américain des droits civiques.

« Dans une victoire majeure contre la suprématie blanche, nous avons infligé un coup décisif à la résistance des Blancs contre le mouvement des droits civiques et amené le gouvernement fédéral à utiliser sa puissance pour soutenir le combat des Noirs pour la liberté. »

— Charles W. Eagles, The Fight for Men's Minds
- Le gouverneur Barnett a été condamné à verser une amende de 10 000 dollars américains ainsi qu'à une peine de prison pour outrage au tribunal. Les charges ont été par la suite annulées par la cour d'appel à la suite de l'intégration d'Ole Miss.

#### Culture et mémoire
- Les événements ont inspiré à Bob Dylan la chanson Oxford Town (en).
- La partie du campus où se sont déroulés les affrontements, Lyceum-The Circle Historic District (en), a été désigné site historique national.
- Le 1er octobre 2006, le Civil Rights Monument, avec une statue à l'effigie de Meredith, est inauguré pour souligner le combat de ce dernier, et de plusieurs autres, pour l'accès de tous les citoyens du Sud à l'éducation[33],[34]. Une statue de Meredith est érigée sur le campus pour commémorer son rôle historique.
- Le Mississippi State Sovereignty Commission fit réaliser un film, Oxford, U.S.A., pour montrer sa vision des évènements[35].

### Traductions
1. ↑  (en) « I love Mississippi! I love her people! Our customs. I love and I respect our heritage »
2. ↑  (en) « complete, entire and utter contempt for the Kennedy administration and its puppet courts »
3. ↑  (en) « There is no case in history where the Caucasian race has survived social integration. We will not drink from the cup of genocide. »
4. ↑  (en) « In a major victory against white supremacy, he had inflicted a devastating blow to white massive resistance to the civil rights movement and had goaded the national government into using its overpowering force in support of the black freedom struggle. »